# Zájezdní hostinec Kotva
Zájezdní hostinec Kotva je zaniklý objekt v Sokolově. Budova hostince byla zapsána do seznamu kulturních památek dne 20. 12. 1963, ovšem kuriozitou je, že tato kulturní památka byla zrušena dne 26. 9. 1960, tedy tři roky před jejím zápisem do seznamu.

## Historie
V roce 1621 se ujali správy panství Sokolov Nosticové a správa nosticovského panství převzala od společenství měšťanů právo vařit pivo. V letech 1831–1832 nechali Nosticové postavit při nově zbudované silnici z Lokte do Sokolova nový panský pivovar se sladovnou a novým zájezdním hostincem. V regionální literatuře uváděn stavitel Wenzl Weinmesser.
Hostinec byl slavnostně otevřen 14. dubna 1833 a pojmenován „Zum goldene Anker“ (U zlaté kotvy). V objektu hostince byla umístěna i poštovní stanice, kam zajížděly i poštovní dostavníky a byly zde přepřahací stanice. Pravidelně sem zajížděl dostavník z Prahy do Erfurtu. Dostavníky dopravovaly poštovní zásilky všeho druhu, zejména však cestující.
V roce 1834 se zde konal první falknovský ples. V posledních letech před zbořením sloužila budova jako pivnice, zařazená do III. cenové skupiny. Budova hostinec byla zbořena v roce 1968 a na jejím místě byl postaven obchodní dům Ural.

## Stavební podoba
Budova hostince byla patrová a směrem k hlavní cestě na Loket měla dvanáct okenních os. Vysoká střecha byla valbová, pokrytá taškami s vikýři s volskými oky. Celkový vzhled byl ovlivněn empírem. Fasáda byla vodorovně dělena kordonovou římsou, pilastry byly ukončeny pod korunní římsou. Ve středu budovy byl hlavní vstup pod balkonem s kovaným empírovým zábradlím. Tato část byla zvýrazněna mírně vystouplým rizalitem, ukončeným nad okapní římsou trojúhelníkovým frontonem. Okna v přízemí měla ve fasádě plastické orámování ve tvaru archivolt. Oblouky nasazené na svislé pilastry vytvářely tímto členěním slepé arkády. Půdorys budovy měřil 36 x 16 metrů, výška po hřeben střechy byla 17,9 m. Vlastní budova pod kordonovou římsu měřila 9,5 m. V objektu nebyla pouze hospoda. Úřadovnu zde měla pošta, nemocenská pojišťovna a kanceláře pivovaru. V prvním patře byl velký sál a na dvoře stáje pro padesát koní.